# Tomoya Okazaki
Tomoya Okazaki (岡崎 朋也  Okazaki Tomoya?) es un personaje ficticio, protagonista de la novela visual y anime Clannad creado por la compañía japonesa Key.
Se caracteriza por llegar tarde a la escuela, suele evadir las clases paseando por el campus, permanece en la calle toda la noche, dejándose conocer como un delincuente, cosa que para él al parecer le tiene sin cuidado. Su madre Atsuko, falleció en un accidente de coche cuando él era joven, lo cual lo dejó en la soledad. Tomoya ha estado viviendo con su padre Naoyuki, pero discute con él constantemente ya que su padre debido a haber perdido a su mujer dejó el trabajo y se convirtió en un vago, causa de que no vaya a su casa. Quedó discapacitado del hombro derecho después de una pelea con su padre tres años atrás, causando así el odio hacia éste, teniendo impedido el jugar baloncesto, su deporte preferido. A pesar de todos sus problemas personales, se caracteriza por ser un chico amable que incluso ayuda a sus nuevas amigas a alcanzar sus sueños y metas.

## Historia

### Primera parte
Al principio era un estudiante muy distante debido a su fama de delincuente, solía estar acompañado de uno de sus compañeros, Youhei Sunohara que también es su mejor amigo y comparte su mala fama. Una mañana en la que se dirigía a clases conoce a una compañera de su preparatoria hablando consigo misma, cuando Tomoya le habla ella le pregunta si le gusta la preparatoria y le dice que busca un lugar para ser feliz. Tomoya le da ánimos diciéndole que busque ella misma ese lugar. Ambos caminan juntos y comienza una amistad entre los dos.
Nagisa le cuenta que está repitiendo el curso debido a que había caído en una enfermedad y había faltado mucho a clase y por esto todos sus antiguos compañeros se habían graduado y ella está sola en clase, Tomoya le da consejos para que encuentre nuevos amigos. Nagisa también le dice que quiere formar un club de teatro, pero no hay suficientes miembros, a lo que Tomoya se decide ayudarle a encontrar nuevos miembros, pero antes de esto conoce a Fūko Ibuki, una estudiante que había sufrido un accidente de tráfico y había sido hospitalizada y le ayuda a encontrar amigos que vayan a la boda de su hermana. Posteriormente descubren que ella seguía hospitalizada y poco a poco la iban olvidando, siendo Fūko una especie de fantasma. Finalmente se efectúa la boda donde asisten muchos estudiantes y posteriormente olvidan todo lo relacionado con Fūko. También conoce a Kotomi Ichinose, una antigua amiga, pero el no lo recordaba, sus padres habían muerto en un accidente de avión, dejándole un trauma. Tomoya le ayuda a superar sus traumas y a conseguir muchos amigos.
Luego de esto Tomoya y Nagisa pasan por muchos problemas tratando de formar el club de teatro por el rechazo de las directivas de la preparatoria, entonces Tomoya decide ayudar a Tomoyo Sakagami, una estudiante de un curso menor que aspira a convertirse en la representante estudiantil. Tomoya piensa que si ella llega a ser la representante estudiantil, ella podría ayudarles a formar el club de teatro. Pero Tomoyo tiene fama de ser muy violenta, lo que es verdad puesto que golpea a los delincuentes que la rodean. Sin embargo Tomoya la ayuda a desvanecer estos rumores y ella se convierte en la representante estudiantil y les ayuda a formar el club de teatro.
Luego de esto Nagisa descubre los problemas que Tomoya tiene con su padre y le ofrece que viva con ella en la casa de sus padres. Lo que el acepta y comienza a vivir en la casa de los Furukawa. Cuando llega el momento en que el club de teatro debe presentar su primera obra, Nagisa decide representar la historia de una niña que vivía en un mundo sola, una historia que no recordaba su título ni donde la había escuchado, incluso no recordaba su final, aun así se desarrolla la obra, pero antes de la función Nagisa descubre que por culpa de ella sus padres habían abandonado sus sueños al tener que cuidarla por su enfermedad, algo que la destroza, sin embargo Tomoya junto con los padres de Nagisa le dicen que ahora sus sueños son los sueños de sus padres, que lo dejaron todo por ella, ella supera esto y se desarrolla la obra.
Luego de esto Tomoya le dice a Nagisa que está enamorado de ella y que quiere salir con ella, a lo que ella acepta.

### Segunda  parte
Tomoya continúa viviendo en casa de Nagisa y es oficialmente su Novio. En una visita de la hermana de Youhei, Mei Sunohara, ella le cuenta a Tomoya lo mucho que su hermano cambio desde que tuvo que abandonar el fútbol por razones similares a las de Tomoya, el antes la ayudaba en cualquier cosa y no dejaba que nadie la hiciera llorar. Junto con Tomoya deciden ayudarlo a ingresar de nuevo al club de fútbol, puesto que así el tal vez volvería a ser el de antes, finalmente en una pelea entre Tomoya y los miembros del club de fútbol, Mei empieza a llorar y Youhei aparece a ayudarla tal como lo hacía antes.
Luego de esto Tomoya se entera de una guerra entre pandillas que luchan por el poder de la ciudad, donde Yukine Miyazawa, una amiga, está de cierta forma involucrada porque su hermano es uno de los líderes de una de una de las pandillas, aunque Yukine es neutral en ello e incluso los miembros de la otra pandilla la respetan. Debido a una confusión las pandillas empiezan a pelear de nuevo al creer que el hermano de Yukine había salido del hospital, Tomoya decide enfrentarse al líder de la otra pandilla para terminar las peleas entre las pandilla, pero no sale bien librado y Yukine se hace pasar por su hermano para ayudar a Tomoya, pero se dan cuenta de ello y les dice que su hermano había muerto, lo habían ocultado para evitar peleas. Finalmente las pandillas dejan de pelear. Yukine le cuenta a Tomoya una leyenda donde le dice que hay unas esferas de luz que representan los deseos de la gente, pero solo la pueden ver las personas que son felices, las luces cumplen los deseos de las personas, antes de ello Tomoya ve una de estas misteriosas luces.
Justo cuando se terminaba el año. Nagisa cae enferma y no puede volver a asistir a clases, de nuevo no se puede graduar, lo que hace sentir mal a Tomoya al tener que dejarla sola. Luego de la graduación, Tomoya consigue empleo en una compañía eléctrica y se va a vivir solo, pero Nagisa lo visita frecuentemente e incluso le prepara la comida. Tomoya se entera de que su padre es arrestado por manejar un negocio ilegal. Pasado el tiempo Nagisa se logra graduar, pero se enferma y no puede asistir a la ceremonia de graduación: Tomoya organiza una ceremonia privada para Nagisa. Luego de esto Tomoya le pide a Nagisa que se case con él. Ella acepta y se va a vivir con él, luego Nagisa queda embarazada, siendo un embarazo de alto riesgo por su enfermedad, pero ella decide tener el bebe. El día del parto, Nagisa da a luz una niña a la que llaman Ushio, pero Nagisa muere luego del parto. Tomoya cae en una gran depresión y deja a Ushio al cuidado de sus abuelos.
5 años después, Tomoya sigue los pasos de su padre porque está en su misma situación, sin embargo se ve obligado a salir de viaje con Ushio, en el viaje es distante con ella, en el viaje se encuentra con su abuela Shino Okazaki, ella le cuenta a Tomoya los sacrificios que hizo su padre por él luego de que su madre muriera, Tomoya cae en cuenta en sus errores y mejora su relación con Ushio, y se la lleva a vivir con él. El visita junto a Ushio a su padre que ya ha salido de prisión, se disculpa con él y lo alienta para que fuera a vivir con su madre, algo que él hace. Allí Ushio ve cómo una luz entra en el pecho de Tomoya. Luego Ushio cae en la misma enfermedad que su madre y se ve obligada a estar en cama todo el tiempo, Tomoya renuncia a su trabajo para cuidarla, y en una súplica de su hija el accede a salir de viaje con ella de nuevo, pero en el camino ella muere en sus brazos y cae al suelo pidiéndole a Nagisa que salve a su hija. Se ve a Tomoya en el pasado, justo cuando conoce a Nagisa, tiene la oportunidad de no hablarle y evitar que se conocieran y evitar todo el sufrimiento que le espera, pero no lo puede evitar y corre a ella antes de que se vaya, Nagisa le dice que no importa el dolor que les espera pero que no se arrepienta que se conocieron.
Mágicamente Tomoya vuelve al momento en que Nace Ushio, pero esta vez Nagisa no muere, ve por la ventana muchas luces de los deseos de la gente, donde tal vez volvió allí al cumplirse su deseo por las luces que fue acumulando al hacer felices a sus amigos. Esta vez Nagisa ve crecer a su hija junto con Tomoya. Finalmente, se ve a Tomoya en una salida familiar con Ushio y Nagisa, y al final de la serie, Fūko camina al hospital con su hermana para hacerse un chequeo médico, y al Fūko sentir la presencia de alguien en el bosque, corre al lugar, donde conoce a la chica del mundo alternativo durmiendo bajo un cerezo: Ushio.